# Krzysztof Woliński (trener)
Krzysztof Woliński (ur. 6 stycznia 1958, zm. 9 sierpnia 2008 w Spale) – polski trener lekkoatletyczny i działacz sportowy.
Trener sekcji lekkoatletycznych klubów ze Skarżyska-Kamiennej: Granatu i STS-u. Do jego wychowanków należeli olimpijczycy: Wioletta Frankiewicz czy Rafał Wójcik. Trener 60-lecia Świętokrzyskiego Związku Lekkiej Atletyki. Za swoją pracę otrzymał nagrodę Ministerstwa Edukacji Narodowej. 
Zmarł nagle podczas obozu sportowego.